# Лабораторна відсаджувальна машина
Лабораторна відсаджувальна машина використовується для дослідження процесу відсадки.

У вітчизняній практиці використовують лабораторну відсаджувальну машину ОМСК-2 (рис. 1), ручну відсаджувальну машину (рис. 2) і пульсатор.

## Лабораторна відсаджувальна машина ОМСК-2
ОМСК-2 забезпечує безступінчасте регулювання амплітуди пульсацій у межах до 20 мм і частоти пульсацій в межах 5—420 хв−1.
Машина ОМСК-2 складається з корпуса 1, що у свою чергу складається з двох камер 2 з конічними днищами 6. Рухомі конічні днища зв'язані з нерухомою частиною камери гумовою кільцевою діафрагмою 4 і циліндричною обичайкою 3. Пульсації конусів здійснюються від кривошипно-шатунного механізму 5. На решето відсаджувальної машини укладається трафарет, в який завантажується постіль.
Після виконання розрахунків регулювання витрат води здійснюють таким чином.
При закритих вентилях 9 і 10 відкривають вентилі 11, 12 і 13 і заповнити камери відсаджувальної машини водою. Після заповнення камер відсаджувальної машини водою вентиль закрити 13 і за допомогою вентиля 12 відрегулювати витрату підрешітної води у другої камері використовуючи при цьому ємність для відбору проб, вимірювальний циліндр і секундомір. При відкритому вентилі 12, відкрити вентиль 13 і відрегулювати витрату підрешітної води у першої камері; він визначається як різниця між сумарною витратою підрешітної води і раніше визначеною витратою у другої камері.
Чим дрібніший матеріал, тим менше втрати підрешітної води. Для регулювання швидкості зливу легкої фракції через поріг у машину подається транспортна вода.
Після регулювання режиму роботи машини у неї завантажується досліджуваний матеріал. При безперервному процесі відсаджування продуктивність машини ОМСК-2 досягає 300 кг/год. Маса проби для досліджень залежить від вмісту корисного компоненту та крупності матеріалу, вона складає 20 — 100 кг. При проведенні дослідів у безперервному процесі отримують 5 — 6 фракцій, які аналізують окремо. При детальному дослідженні процесу відсадки визначають вплив окремих факторів (витрати підрешітної води, амплітуди і числа пульсацій та ін.)

## Ручна відсаджувальна машина

Для розділення невеликих проб при мінералогічному аналізі, пошукових роботах у лабораторії або геологічних партіях може бути корисною ручна відсаджувальна машина (рис. 2).
Ручна відсаджувальна машина складається зі склянки 1 з широким горлом діаметром близько 90 мм і висотою 200—250 мм. У склянку вставляється скляний або пластмасовий циліндр 4 через пробку 3, що щільно входить у горло склянки. Циліндр внизу має сітку 9, яка закріплена за допомогою гачкуватих тримачів 6 та ґумового кільця 7. Через пробку проходить трубка 5 з кільцем 2, що має отвори і охоплює циліндр. Трубка з'єднана з грушею 8. Якщо у циліндр налити води і на сітку завантажити пробу досліджуваного матеріалу, то за допомогою груші можна підібрати таке число пульсацій води, при якому відбудеться розшарування матеріалу: важкі зерна сконцентруються у нижніх шарах, а легкі — у верхніх. Після розшарування матеріалу циліндр з пробкою виймають, дають воді стекти, а потім у циліндр уставляють дерев'яний стержень 10, що щільно входить у циліндр до шару мінеральних зерен. Циліндр перевертають, знімають сітку і видавлюють матеріал з циліндра шарами. Увесь матеріал розділяють на визначене число фракцій, що відрізняються за складом, та аналізують їх.
Відсадку тонкого матеріалу в ручній відсаджувальній машині можна здійснювати з постіллю із зерен, що близькі за густиною до зерен важких мінералів досліджуваного матеріалу. Важкі зерна, що пройшли через постіль, збираються у склянці 1. Постіль служить своєрідним клапаном, що пропускає зерна важких мінералів і затримує зерна легких мінералів. Сітка решета при роботі з постіллю повинна мати отвори, через які можуть пройти зерна важкого мінералу, тобто діаметр отворів повинен бути дещо більшим максимального діаметра рудних зерен, але меншим зерен постелі. У середньому діаметр зерен постелі в 1,5 — 2,5 раза більше максимального діаметра рудних зерен. Густина зерен постелі повинна бути менше густини зерен важкого мінералу, але більше густини легкого. Товщина шару постелі залежить від крупності матеріалу постелі і повинна складати два-три діаметра зерна постелі. Чим вище шар постелі, тим вища якість відходів і концентрату.